# Освіторія
«Освіторія» — це неприбуткова громадська спілка, яка понад 10 років системно розвиває освіту в Україні, заснована Зоєю Литвин. Організація-засновниця «Новопечерської школи». Засновниця та організаторка національної премії для вчителів-новаторів Global Teacher Prize Ukraine та онлайн медіа про освіту та виховання «Освіторія-медіа». Напрямки діяльності:
- навчання та розвиток шкільних вчителів та адміністраторів,
- надання доступу до якісної освіти соціально незахищеним дітям, сиротам, та дітям, що проживають на тимчасово окупованих територіях України,
- співпраця з державою задля реформування освіти[1].

Амбасадоркою премії є українська журналістка Наталія Мосейчук.

## Загальні відомості
Створена у 2013 році. Засновниками спілки виступили Хмельницький Василь Іванович та Литвин Зоя В'ячеславівна. Голова спілки — українська освітянка, підприємиця та громадська діячка Зоя Литвин. Штаб-квартира громадської спілки знаходиться у Києві, Україна. 
Громадська спілка «Освіторія» видає онлайн-медіа про освіту та виховання дітей «Освіторія-медіа». Кількість користувачів становить понад 2 мільйони на рік.[джерело?]
У 2017 році «Освіторія» привезла до України премію для вчителів-новаторів Global Teacher Prize Ukraine — національну версію світової відзнаки Global Teacher Prize. 
У 2018 році на замовлення Міністерства освіти та науки України «Освіторія» підготувала тренерів для впровадження реформи Нової української школи у початкових класах. 
У 2019 році ГС «Освіторія» відкрила перший у Європі креативний простір для роботи, навчання та дозвілля освітянської спільноти «Освіторія-хаб» у приміщенні колишнього заводу «Арсенал» та привезла до України авторку відомого онлайн курсу «Learning How to Learn», професорку Барбару Оуклі
У 2020 році спільно з Міністерством освіти та науки України, Офісом Президента України, Комітетом Верховної Ради України з питань освіти, науки та інновацій та «Новопечерською школою» міста Києва взяла участь у реалізації національного проєкту з дистанційного навчання для школярів під час пандемії COVID-19 «Всеукраїнська школа онлайн». 

## Реформа НУШ та навчання вчителів
У 2018 році на замовлення Міністерства освіти та науки України «Освіторія» підготувала тренерів для впровадження реформи Нової української школи: перенавчання 22 тисяч вчителів перших класів.
ГС «Освіторія» входить до переліку суб'єктів, які можуть здійснювати підвищення кваліфікації для вчителів. Серед навчальних програм організації:
- Тренінги та семінари з педагогічної майстерності, використання технічних засобів навчання, психології, та ін.
- «Школа освітніх управлінців» спільно з Києво-могилянською бізнес-школою.
- Курс з інклюзії для вчителів, соціальних працівників, спеціальних педагогів та психологів «РАЗОМ».
- Освітній фестиваль "Вчителі майбутнього" у Львові спільно з холдингом емоцій «!FEST»

## Національна преміяGlobal Teacher Prize Ukraine
У 2017 році ГС «Освіторія» підписала меморандум з фондом Varkey Foundation та започаткувала в Україні щорічну українську премію для вчителів-агентів освітянських змін Global Teacher Prize Ukraine, національну версію світової премії Global Teacher Prize. 
Премія покликана відзначити досягнення вчителя не лише щодо своїх учнів, а й щодо суспільства, та підкреслити важливість педагогів в Україні. Переможець отримує 250 тисяч гривень, рік навчання та поїздку на Global Education and Skills Forum . 

### Переможці премії
| Рік  | Ім'я та прізвище | Відомості |
| ---- | ---------------- | --- |
| 2017 | Пауль Пшенічка   | Учитель фізики та астрономії вищої кваліфікаційної категорії Чернівецького міського ліцею № 1 математичного та економічного профілів, вчитель-методист, Відмінник освіти України (2005), Заслужений вчитель України (1996), почесний член Лондонського інституту фізики, Найкращий вчитель фізики світу за версією Intel (2004), Президент Чернівецького молодіжного наукового товариства «Квазар» (з 1991 року), один із засновників методу проектно-орієнтованого навчання у школах. |
| 2018 | Олександр Жук    | Сурдопедагог, учитель інформатики в Запорізькій школі-інтернаті «Джерело». |
| 2019 | Наталія Кідалова | Учителька англійської мови, української мови та літератури Мелітопольської спеціалізованої школи І-ІІІ ступенів № 23. |
| 2021 | Артур Пройдаков  | Вчитель української мови і літератури, м. Київ. |

- Переможець 2017 року Пауль Пшенічка став першим вчителем, що виступив у Верховній Раді України[12][13] та першим вчителем, що потрапив до ТОП-100 найвпливовіших людей України за версією журналу ФОКУС[14].
- Переможець 2018 року Олександр Жук увійшов до рейтингу «30 under 30» за версією Kyiv Post[15].
- У 2020 році одразу двоє українських вчителів — Олександр Жук та Наталя Гладких — увійшли до ТОП-50 найкращих учителів світу за версією світової премії Global Teacher Prize[16]. Раніше Наталя Гладких стала фіналісткою української премії у 2017 році.

## Доступ до освіти та соціальні проєкти
«Освіторія» здійснює роботу в напрямку доступу до якісної освіти соціально незахищеним дітям, сиротам, та дітям, що проживають на тимчасово окупованих територіях України через проєкти:
- ILearn — безкоштовна гейміфікована навчальна онлайн-платформа для старшокласників для підготовки до ЗНО. Містить онлайн-курси з основних предметів та тести. Щотижня на платформі відбуваються вебінари зі шкільних дисциплін та профорієнтаційні вебінари з відомим людьми, виходять подкасти. Станом на 2020 рік на платформі зареєстровано 65 тисяч користувачів.
- «Перша професія» — це безкоштовні гуртки у 21 дитячому будинку та школах-інтернатах України, покликані дати першу професію їх випускникам та боротися із безробіттям та соціальною маргіналізацією.
- Програма розвитку соціально незахищеної молоді — програма підтримки дітей зі шкіл-інтернатів, реалізується спільно з компанією Coca-Cola. Програма включає профорієнтацію, мотивацію та онлайн-підготовку до ЗНО.
- Стипендіальна програма для обдарованих школярів, що покриває вартість навчання у Новопечерській школі.
- Науковий літній проєкт для академічно обдарованих підлітків VoltCamp.

У 2018 році ГС «Освіторія» стала учасником міжнародної ініціативи «Глобальний договір ООН» задля сприяння доступності освіти.

## Всеукраїнська школа онлайн
У 2020 році під час карантинних обмежень навчання у школах через пандемію COVID-19 у світі Міністерство освіти та науки України, Офіс Президента України, та Комітет Верховної Ради України з питань освіти, науки та інновацій реалізували національний проєкт «Всеукраїнська школа онлайн». Це відеоуроки з усіх основних дисциплін для 5-11 та згодом — 1-4 класів, що транслювалися на національному телебаченні. У проєкті взяли участь понад 80 вчителів.[джерело?] ГС «Освіторія»виступила партнером проєкту в частині залучення педагогів та організаційної підтримки. «Новопечерська школа» безкоштовно надала приміщення на час зйомок.[джерело?]

## Відзнаки та нагороди
1. «Partnership for Sustainability Award 2018» в категорії «Суспільство» від Глобального Договору ООН в Україні.
2. «Partnership for Sustainability Award 2019» в категорії «Суспільство» від Глобального Договору ООН в Україні [17] [18]
3. Засновниця та голова Спілки Зоя Литвин увійшла до ТОП-5 підприємниць 2019 року за версією ООН «WE Empower Challenge»[19][20], які втілюють Цілі сталого розвитку ООН. Нагородою відзначено внесок Зої Литвин та «ГС Освіторія» у розвиток якісної освіти, зменшення нерівності та партнерство заради досягнення Глобальних цілей ООН[21].